# 세월천
세월천은 인천광역시 부평구 청천동 원적산 석천약수터와 삼천약수터에서 발원하여 세월천로와 한국GM 부평공장을 통과한 뒤 한국GM 공장 정문 부근에서 갈산천으로 합류하는 하천이다. 원래 청천천으로 합류하였으나, 부평국가산업단지(부평4공단)와 신진자동차공업 공장(현 한국GM 부평공장) 건설로 유로를 바꾸면서 굴포천으로 바로 합류하게 되었다. 복개된 구간의 길이는 1.813 km이다. 한국GM 공장 내부는 복개되지 않았으며, 소규모 정수 시설이 있기는 하나 오수가 흐르는 구간이 있어 수질이 좋지 않다.